# Sad Alice Said
Sad Alice Said, antes conocida como Alice in Wonderland, es una banda de metal gótico proveniente de Ucrania.

## Historia
También conocida sencillamente como Sad Alice, la banda ha sido creada en 2005 por Alisa Shakor y Julia Levera (que dejó la banda) en Zhytomyr, Ucrania. Y como nombre fue tomado de Alicia en el país de las Maravillas. La temática de sus letras son, principalmente; el tiempo, la naturaleza, sentimientos y preguntas filosóficas.
Inicialmente, la estructura estaba destinada a ser sólo para integrantes femeninas, pero con la inserción de una segunda guitarra, la idea de la banda femenina había quedado atrás.
Entonces se toparon con Pavel Lykhotvor, quien tomaría el puesto de segunda guitarra. La bajista Kate, quien se había ido, fue sustituida por Sergey Lykhotvor, hermano de Pavel.
En abril de 2006, durante uno de los ensayos, Julia Levera dejó Sad Alice Said. Le siguieron cambios de tecladistas y bateristas, pero la base de la banda era invariable: Alisa, Pavel y Sergey.
En 2007 conocieron a Julia Balan (teclados), y luego de algunos ensayos la integraron al grupo.
Luego de algún tiempo, decidieron mejorar el sonido de la banda. Anna Polozova se convirtió en la violinista.

## Miembros
- Alisa Shakor.

- Pavel Lykhovor.

- Sergey Lykhotvor.

- Julia Balan.

- Andew Lavrusha.

## Discografía
- 2011: Open Your Eyes (sencillo).

- 2011: Clock Of Eternety (EP).

- 2012: Fade (sencillo).

- 2012: Alive (sencillo).

- 2013: Yesterday's Tomorrow.

- 2014: Stay (sencillo).

## Vídeos Musicales
- 2011: Open Your Eyes

- 2012: Alive